# 郑为之
郑为之（1912年8月—1993年12月26日），原名郑寿衡，又名郑维、郑为，男，广东遂溪人。中华人民共和国政治人物、外交官，1931年7月加入中国共产党。

## 生平
- 1936年毕业于暨南大学物理系。
- 1949年进入外交部。历任中国驻荷兰武官、驻巴基斯坦和印度尼西亚大使馆参赞、驻丹麦大使、美澳司司长。
- 1956年，接替柴成文，担任中华人民共和国驻丹麦大使[1]。1961年，由王森接任。1972年，担任首任中华人民共和国驻阿根廷大使[2]。
- 1978年，接替凌青，担任中华人民共和国驻委内瑞拉大使[3]。
- 1981年3月-1983年2月，接替康矛召，任驻比利时兼卢森堡大使并兼任驻欧洲共同体外交使团团长。
- 第六届全国人民代表大会外事委员会顾问，第七届全国政协委员。
- 1983年2月任中国国际问题研究所所长，1986年7月离任。